# Connor Dougherty
Connor Dougherty (15 novembre 1990) è un pallavolista statunitense.
Gioca nel ruolo di centrale nel Wing 46 Phitsanulok.

## Carriera
La carriera di Connor Dougherty inizia a livello scolastico con la Waubonsie Valley High School, per proseguire a livello universitario con la Grand Canyon University, prendendo parte alla Division I NCAA dal 2010 al 2014, saltando tuttavia l'edizione 2011.
Nella stagione 2014-15 firma il suo primo contratto professionistico, approdando nella Volley League greca con l'Arīs Salonicco. Nella stagione seguente gioca in Thailandia col Wing 46 Phitsanulok.